# Койот
Койо́т, или лугово́й волк (лат. Canis latrans), — хищное млекопитающее семейства псовых. Название происходит от ацтекского coyotl — «божественная собака» (у многих индейских племен койот входил в пантеон зверей-богов, причем играл в нём роль трикстера — бога-плута, обманщика и проказника). Латинское название вида означает «собака лающая».

## Внешний вид

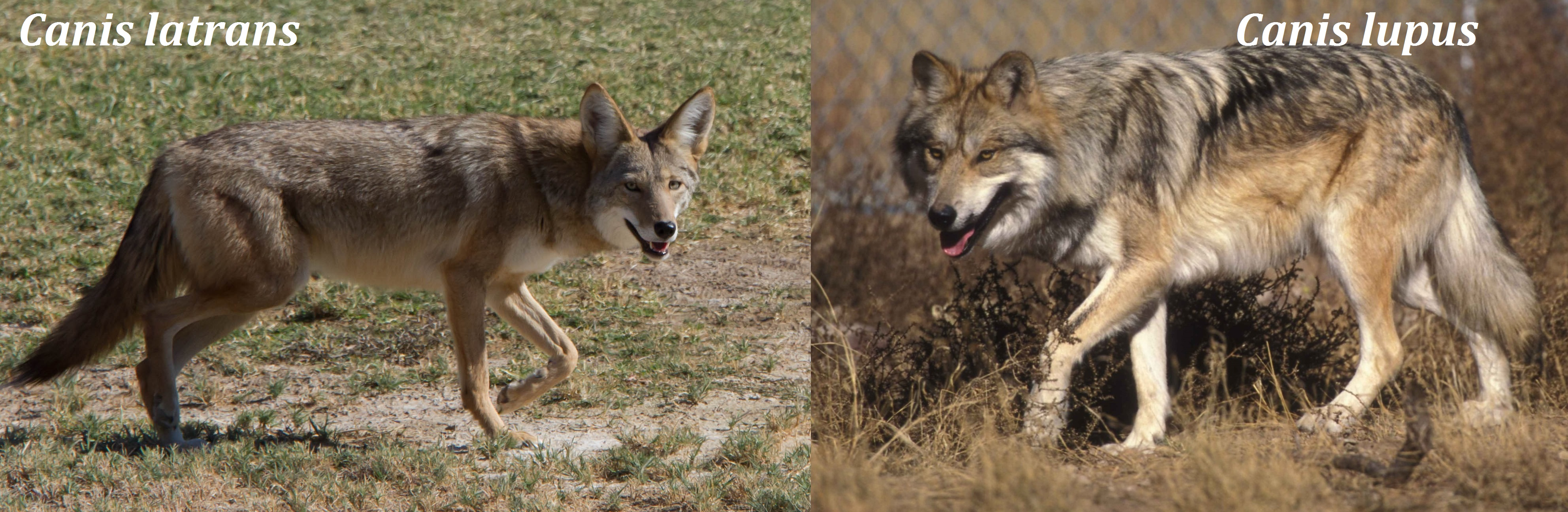
Койот (слева) и волк (справа)

По размерам койот заметно уступает обыкновенному волку. Длина тела — 75—100 см, хвоста — около 30 см, высота в холке — 50 см; масса — 7—21 кг (для сравнения: масса взрослого волка обычно составляет 32—60 кг). Как и у других диких собак, у койота стоячие уши и длинный пушистый хвост.
Мех длиннее, чем у волка. Окраска бурая, крапчатая с чёрными и серыми пятнами, на брюхе — очень светлая. Конец хвоста чёрный. Морда более вытянутая и острая, чем у волка, напоминает лисью.

## Распространение
Распространён в Северной Америке, от Аляски до Панамы. Существует 19 подвидов.
До 1850-х годов койот водился только от реки Миссисипи до гор Сьерра-Невады, и от провинции Альберта (Канада) до Мексики. Не был известен и в юго-восточных штатах США. Но в связи с массовым сведением лесов и истреблением основных пищевых конкурентов — обычного и рыжего волка — койот распространился на нынешнем обширном ареале. Так, во время «золотой лихорадки» койоты, следуя за золотоискателями, проникли в Канаду и на Аляску; в Джорджию и Флориду были специально завезены в качестве дичи. На сегодня койот встречается в 49 из 50 штатов США (кроме Гавайев).
Будучи широко распространены в Сан-Франциско в начале 1900-х гг., через два десятилетия благодаря спонсируемой государством кампании по отстрелу и отравлению животные исчезли. Вернулись в городские окрестности в 2000-х гг. по неизвестной причине, согласно анализу ДНК новые особи имели родство с сородичами из расположенного севернее округа Марин, отделённого от города проливом. К 2020-м гг. популяция насчитывала 100 особей, животное стало частью экосистемы, контролируя распространение крыс и диких кошек.

### Подвиды
Выделяют 19 ныне живущих подвидов:
- Canis latrans latrans — номинативный подвид, обитает от Альберты, Манитобы и Саскачевана на севере до Нью-Мексико и Техаса на юге.
- Canis latrans cagottis — обитает на части территории Мексики.
- Canis latrans clepticus — ареал ограничен Калифорнией.
- Canis latrans dickeyi — обитает на территории Сальвадора
- Canis latrans frustror — обитает на юго-востоке и востоке штата Канзас, встречается также в штатах Арканзас, Техас, Оклахома и Миссури.
- Canis latrans goldmani — обитает на территории Белиза.
- Canis latrans hondurensis — обитает на территории Гондураса.
- Canis latrans impavidus — обитает на части территории Мексики.
- Canis latrans incolatus — обитает на Аляске и на части территории Канады.
- Canis latrans jamesi — обитает на острове Тибурон.
- Canis latrans lestes — обитает на пространстве от Британской Колумбии и Альберты на севере до Юты и Невады на юге.
- Canis latrans mearnsi — обитает на территории Колорадо и Юты, а также на части территории северной Мексики.
- Canis latrans microdon — обитает на территории южного Техаса и приграничных с Техасом территориях Мексики.
- Canis latrans ochropus — обитает на территории Калифорнии
- Canis latrans peninsulae — обитает на территории Калифорнии
- Canis latrans texensis — обитает на территории Техаса, восточного Нью-Мексико и северо-восточной Мексики
- Canis latrans thamnos — обитает на территории Саскачевана, Онтарио, Индианы и Миссури
- Canis latrans umpquensis — обитает на побережье штатов Вашингтон и Орегон
- Canis latrans vigilis — обитает на тихоокеанском побережье Мексики в штатах Халиско, Мичоакана и Герреро.

По данным генетиков, у многих современных и древних североамериканских волков обнаружены примеси от койотов (Canis latrans). Волки и койоты начали расходиться примерно 700 тыс. л. н. Примесь от койотов появилась у волков около 100-80 тыс. л. н. Два плейстоценовых волка с Юкона несли койотовые митохондриальные линии.

## Образ жизни и питание

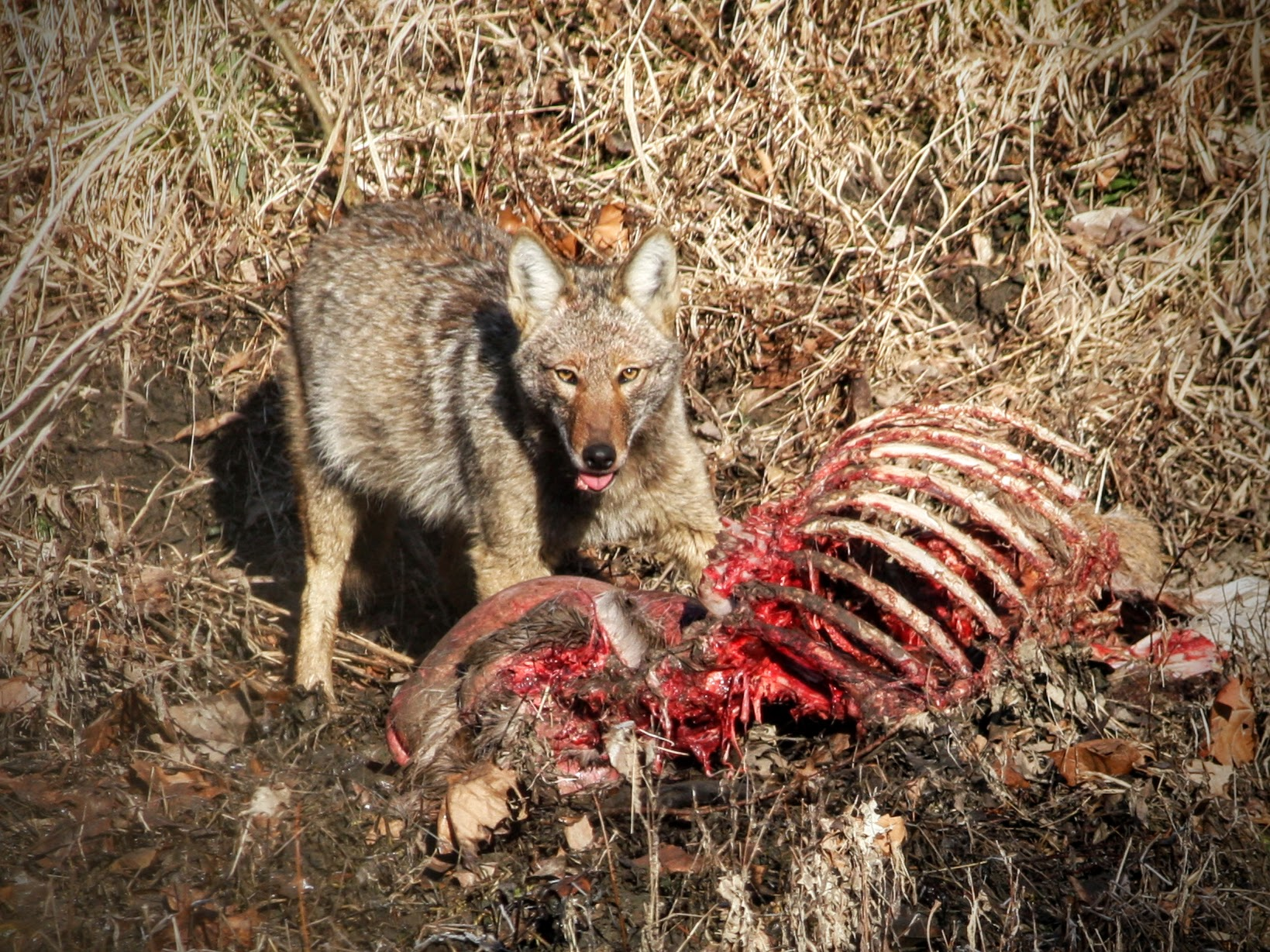
Койот, поедающий оленя, Иллинойс

Койот характерен для открытых равнин, занятых прериями и пустынями. В леса забегает редко. Встречается как в безлюдных местах, так и на окраинах крупных городов вроде Лос-Анджелеса. Легко приспосабливается к антропогенным ландшафтам. Образ жизни в основном сумеречный. В биоценозах прерий койот занимает место, сходное с местом шакала в биоценозах Старого Света.
Койот всеяден и крайне неприхотлив в пище. Однако 90 % его рациона составляют животные корма: зайцы, кролики, луговые собачки, сурки и суслики (в Канаде), мелкие грызуны. Нападает на скунсов, енотов, хорьков, опоссумов и бобров; ест птиц (фазанов), насекомых. Хорошо плавает и ловит водную живность — рыбу, лягушек и тритонов. На домашних овец, коз, диких оленей и вилорогов нападает редко. В конце лета и осенью с удовольствием поедает ягоды, плоды и земляные орехи. В северных районах зимой переходит на питание падалью; следует за стадами крупных копытных, поедая павших и дорезая ослабленных животных. Людей обычно не трогает; в пригородах подчас роется в мусоре. Однако в последнее время зафиксировано несколько случаев нападения койотов на людей. В истории зафиксировано всего лишь два случая нападений койотов на людей со смертельным исходом. Койоты часто нападают на оставленных без присмотра домашних животных; койот-одиночка может легко убить и съесть кошку или маленькую собаку, разорить курятник или загрызть овцу. По некоторым оценкам, в США примерно 60 % убитых хищниками овец — жертвы койотов. В окрестностях крупных городов домашние кошки могут составлять до 10 % диеты койотов.
Охотятся койоты поодиночке, иногда парами, на крупную дичь (чернохвостый олень, молодые карибу и вапити) — стаями. Разделение ролей в охотящейся стае такое же, как у волков: загонщики выводят дичь на засаду или гонят её по очереди. Иногда койот охотится совместно с американским барсуком, который разрывает вход в нору и выгоняет её обитателя прямо на койота. Каждый койот, пара или семейная группа владеют собственной территорией, центром которой является логово или нора. Члены стаи регулярно метят границы своего участка мочой.
Койот — самый «спортивный» из всех диких псовых, из всех собак догнать койота могут только борзые. Койот способен совершать прыжки в 2—4 м длиной и бежать со скоростью 40—50 км/ч; на коротких дистанциях развивает скорость до 65 км/ч. Может перемещаться на большие расстояния; на охоте за ночь в среднем проходит 4 км. Возможно, у койота наиболее развитые среди всех псовых органы чувств; он видит на расстоянии до 200 м одинаково хорошо и днем, и ночью. Кроме того, койот — самый «голосистый» среди североамериканских млекопитающих: его громкий вой составляет неотъемлемую особенность прерий.
Основные естественные враги — пума и волк. Волк на открытой местности практически не опасен для койота, потому что койот гораздо быстрее бегает и всегда может убежать. Койот не выносит на своей территории присутствия рыжей лисицы, своего пищевого конкурента. Иногда койоты скрещиваются с домашними собаками, изредка — с волками (койволк).

## Социальная структура и размножение

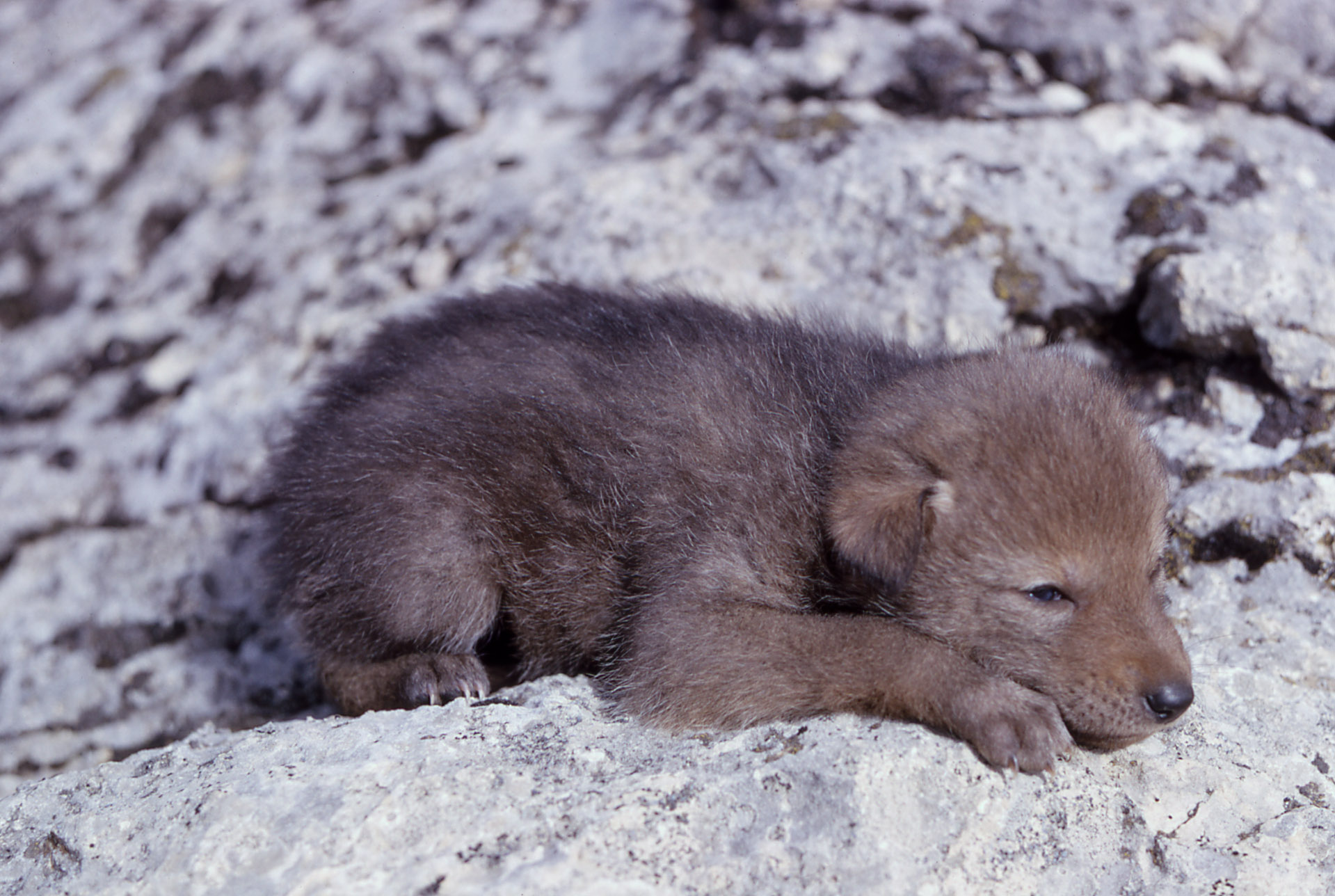
Детёныш койота

Основной социальной единицей у койотов является семейная пара, хотя часто встречаются животные-одиночки и стаи. Стаи образуются там, где койотов много, а пища обильна; в них по 5—6 особей, родители и молодняк с предыдущего года. Стаи появляются у койотов и во время снижения численности мелких грызунов, в результате чего койоты вынуждены объединяться для охоты на крупных животных. Койоты редко конфликтуют всерьёз, даже вторжение чужаков на участок стаи обычно не приводит к схватке.
Пары у койота образуются на многие годы. Спаривание происходит в январе—феврале. Беременность длится 60—65 дней. В помёте обычно 5-10 щенят, иногда до 19. Выводок появляется на свет в логове — в пещере, расщелине среди скал, в дупле поваленного дерева или в норе, подчас старой барсучьей или лисьей. У койотов обычно есть запасные жилища, куда родители переносят детёнышей в случае опасности. В семейных заботах участвуют оба родителя. Первые дни самка не выходит из норы, а пищу добывает самец. Детёнышей кормят, отрыгивая полупереваренную пищу. Осенью они становятся самостоятельными; молодые самцы уходят, а самки часто остаются в стае.
Койоты живут до 10 лет в природе и 16—18 лет в неволе.

## Хозяйственное значение
Койот прекрасно приспосабливается к изменяющейся среде обитания. Это один из немногих видов животных, способных выживать в урбанизированных районах.
Койот уничтожает вредных грызунов (мышей, крыс) и зайцеобразных (кроликов).

## Койот в культуре и мифологии

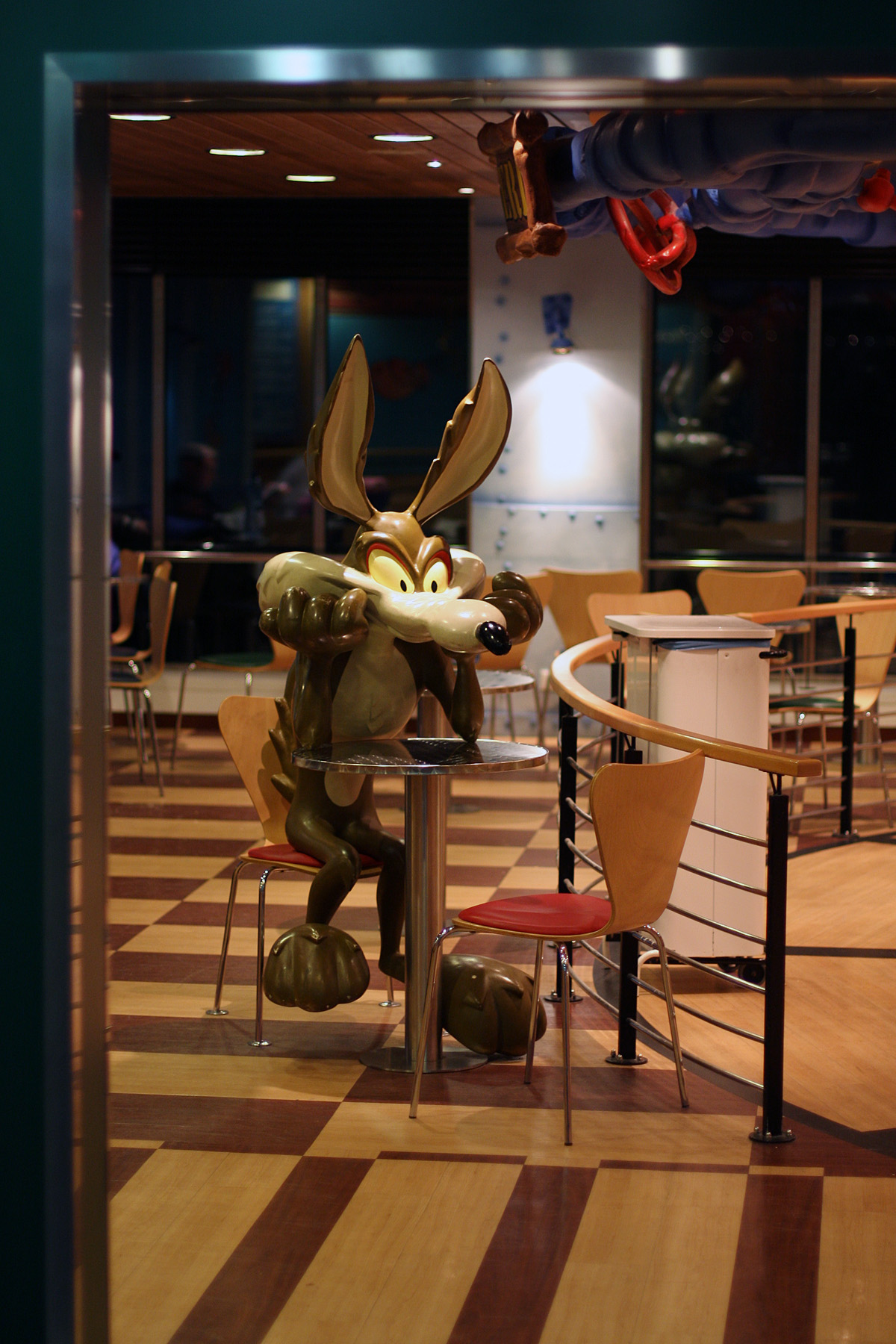
Скульптура Вайл. И. Койота

В мифах североамериканских индейцев койот фигурирует как божество-трикстер, хитрое, сметливое и проказливое. Но в ряде мифологий он также выполняет и иные мифологические роли, например в мифологии навахо Койот, оставаясь трикстером, «по совместительству» является божеством охоты, войны и любви, изобретателем колдовства. В мифах о творении Койот подчас создаёт мир и первых людей, пиная комок грязи, экскрементов или сгусток крови. У ряда коренных племен Северной Америки койот считается священным, тотемным животным, охота на которое запрещена по религиозным соображениям.

### Мультипликация
- Вайл И. Койот (Хитрый Койот, англ. Wile. E. Coyote) — персонаж мультипликационных циклов «Луни Тюнз» и «Весёлые мелодии» (Warner Brothers), заклятый враг Дорожного Бегуна, калифорнийской земляной кукушки.

### Топонимика
От названия койота происходит, вероятно, топоним Койоакан — в прошлом наименование поселения в Мексике, ныне составляющего часть столичной территории Мехико.

### Идиоматика
В США койотами в переносном значении также называют лиц, оказывающих содействие мигрантам из Латинской Америки в нелегальном пересечении границы.